# Resilience (sociologie)
Resilience v sociologii označuje schopnost sociálního systému vstřebat rušivé podněty nebo jim čelit, popřípadě odolávat stresům tak, aby systém zůstal ve stejném stavu, zachoval si svojí strukturu a funkce. Popisuje míru, do které je systém schopný sebeorganizace, učení a přizpůsobení.
Zvýšení míry resilience se projevuje tak, že je systém schopný lépe snášet náročné situace s menší újmou. Resilience je tedy v sociálně ekologických systémech schopnost lidí přecházet změny a vlivy v budoucnosti na kvalitativně vyšší úrovni.
V sociologickém kontextu představuje slovo opačné k resilienci pojem zranitelnost.
Resilience v sociologii má tři základní rysy:
- množství změn, které systém může podstoupit, a při tom si zachovat kontrolu nad svými funkcemi a strukturou,
- míra, do které je systém schopný sebeorganizace,
- schopnost vybudovat a zlepšit vhodné podmínky pro učení a adaptaci.

## Formování pojmu resilience
Sociální vědy zdůrazňují význam pojmu resilience a jeho politické a ideologické role, kterou hraje ve společenském kontextu. Původně se termín objevil v oboru dětské psychologie při zkoumání neočekávaného vývoje dětí vyrůstajících ve špatných podmínkách. Neočekávané množství dětí zůstalo i přes znevýhodňující a diskriminující prostředí ve stabilním a příčetném stavu oproti očekávanému rozvoji deviantních, delikventních nebo pasivních osobností. Resilience tedy představuje zvláštní schopnost, která pomáhá odolat těžkým situacím a překonat je.

## Sociální resilience
V případě zvyšování sociální resilience se často jedná o “program na rozvoj resilience” určený pro jednotlivce, skupiny a komunity.
Maguire a Hagan poukazují na fakt, že se například vlády často snaží zvýšit resilienci skupin a komunit kvůli stále většímu nedostatku veřejných systémů krizového managementu. Autoři definují sociální resilienci jako “předpoklad sociálních subjektů (např. skupin nebo komunit) překonat náročné situace nebo se s nimi úspěšně vypořádat. K dosažení tohoto cíle jsou, dle Maguire a Hagan, potřeba tři dílčí části: odolnost, zotavení a kreativita. Odolnost, dle autorů, souvisí se snahami komunit ustát zátěžové situace a jejich důsledky. Zotavení se váže ke schopnosti komunit překonat zátěžové situace. Kreativita je nutná ke zrychlení a optimalizaci zotavení na všech úrovních komunity a k navrácení jejího stavu před zátěžovou situací.

## Rodinná resilience
Rodinná resilience nemá v sociologii ustálenou definici. Podle interpretace sociologů McCubbina a McCubbinové tento pojem zahrnuje „charakteristické vlastnosti, které pomáhají rodinám odolávat narušení tváří v tvář změnám, a adaptovat se v krizových situacích.“  National Network for Family Resilience ji definuje jako „dovednost rodiny upevňovat svou schopnost úspěšně čelit výzvám života.“ 
Tuto dovednost je v rodině, jakožto funkční sociální jednotce, možné rozvíjet. K dosažení tohoto cíle využíváme čtyř strategií:
- zaměření na riziko – principem je ovlivnění pravděpodobnosti, že bude rodina vystavena riziku a krizovým situacím,
- zaměření na zdroje – čerpá ze silných stránek rodiny a její schopnosti snížit dopad negativních faktorů,
- zaměření na proces – zabezpečuje plnění funkcí rodiny i přes působení stresu,
- zaměření na kritický bod – překonání rizika směřuje k posílení resilience rodiny.

## Projevy resilience ve městech
Příkladem využití konceptu sociální resilience jsou "resilientní" města. Tato města se vyznačují sedmi vlastnostmi, které umožňují snadněji překonat stresy a šoky, reagovat na ně a přizpůsobit se jim:
- sebereflexe – využití zkušeností z minulosti k lepšímu vyhodnocení budoucích rozhodnutí,
- vynalézavost – využívání alternativních způsobů k práci se zdroji,
- odolnost – dobře koncipované, konstruované a spravované systémy,
- připravenost – rezervní kapacita cíleně vytvořená k přizpůsobení se vnějším vlivům,
- flexibilita – vůle a schopnost přijímat alternativní strategie v případě měnících se podmínek,
- inkluze (zahrnutí) – dávání přednosti široké diskuzi pro zvýšení pocitu zapojení při rozhodování,
- integrace – shromáždění velké škály odlišných systémů a institucí.